# John Burgoyne

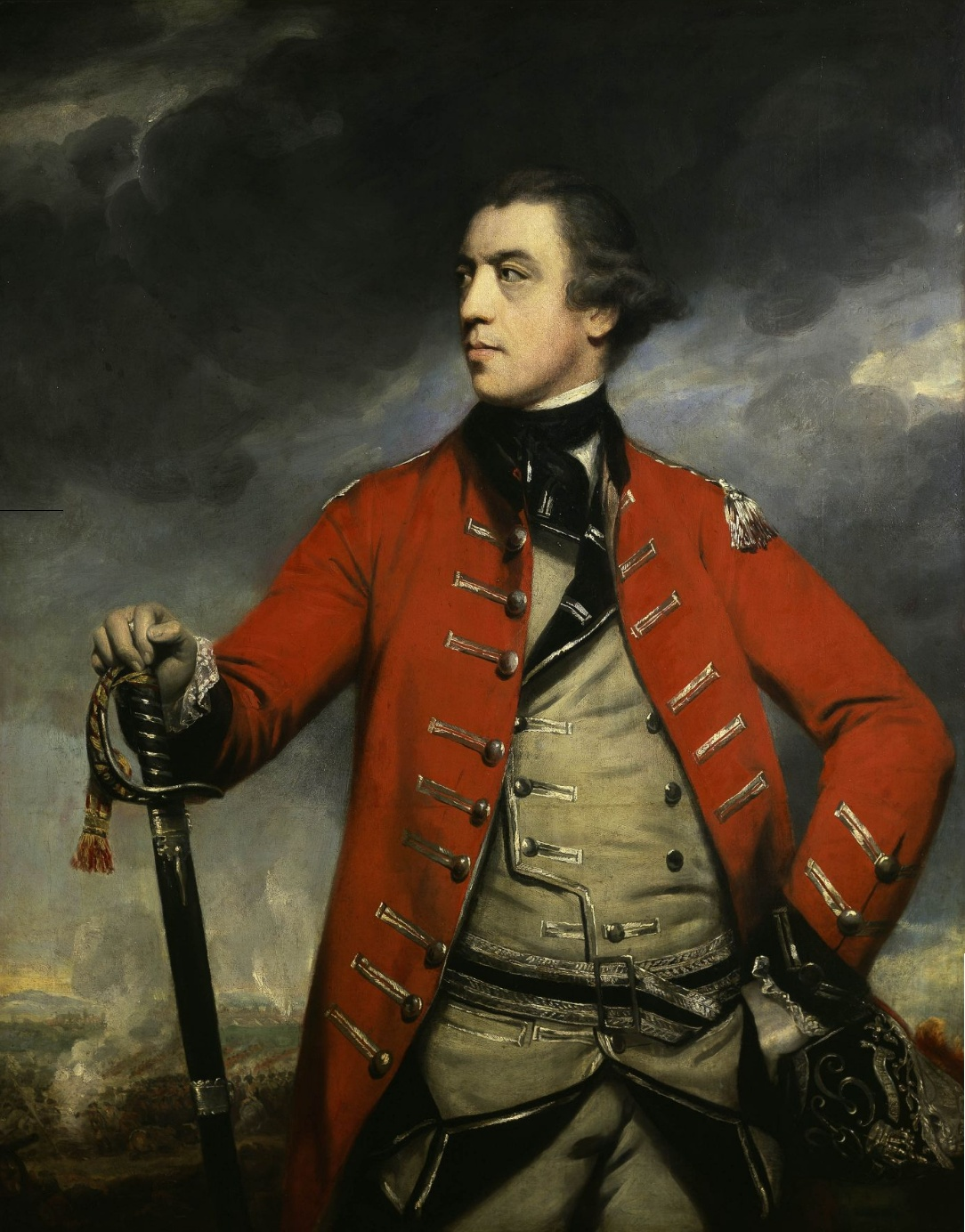
Retrato de Burgoyne, por Joshua Reynolds, ca. 1766.

John Burgoyne (Sutton, cerca de Londres, 24 de febrero de 1722-Londres, 4 de agosto de 1792) fue un general y dramaturgo británico. Durante la guerra de independencia de Estados Unidos, rindió su ejército de 6.000 hombres el 17 de octubre de 1777 en Saratoga.

## Biografía
John Burgoyne nació el 22 de febrero de 1722 en Sutton, cerca de Londres. A lo largo de su vida, se ganaría el apodo de Gentleman Johnny, «Caballero Johnny». En 1743 se escapó con una hija del conde de Derby, tras lo que huyó al extranjero durante siete años.
Gracias a la intervención de Lord Derby, Burgoyne fue readmitido en el ejército, tomando parte en la Guerra de los Siete Años y en 1758 se le nombró capitán y teniente coronel en las Foot Guards («Guardias de a pie»). Entre 1758 y 1759 participó en expediciones contra la costa francesa, incluyendo el ataque a Cherbourg, y fue uno de los principales artífices de la introducción de la caballería ligera en el ejército británico. Los dos regimientos entonces formados fueron dirigidos por el futuro Lord Heathfield) y Burgoyne. En 1761, formó parte del parlamento de Midhurst, y al año siguiente sirvió como general de brigada en Portugal, distinción particular que ganó por la toma de Valencia de Alcántara y Vila Velha tras la batalla de Valencia de Alcántara.

Marcha de Burgoyne a Albany, junio-octubre 1777.

En 1768, llegó a ser miembro del Parlamento por Preston, y en los siguientes años se ocupó principalmente de sus deberes parlamentarios, en los que destacó notablemente por su franqueza y por sus ataques contra Lord Clive. Al mismo tiempo, dedicó mucha atención al arte y al drama (su primera obra, La criada de los robles, fue producida por David Garrick en 1775).
En el ejército había llegado a ser un importante general, convenciendo al rey Jorge III de los errores del general Carleton y ocupando su lugar. Tras el estallido de la Revolución americana, le fue asignado un mando. En 1777 estaba al frente de las tropas británicas destinadas a invadir las colonias desde Canadá. En esta desastrosa expedición capturó el fuerte Ticonderoga (por lo cual le ascendieron a teniente general) y el fuerte Edward, pero tras perder el contacto con sus bases en Canadá, fue rodeado por el Ejército Continental de Horatio Gates en Saratoga. El 17 de octubre de 1777, sus tropas, unos 5800 hombres, se rindieron en la mayor victoria lograda hasta entonces por los continentales, marcando un punto de inflexión en el ritmo que seguía la guerra. La indignación en Inglaterra contra Burgoyne era enorme. Regresó inmediatamente a Gran Bretaña, con el permiso del general americano, para defender su conducta. Fue privado del mando de su regimiento y del cargo de Gobernador que ocupaba.
En 1782, sin embargo, cuando sus amigos políticos volvieron al poder, recuperó su rango y fue nombrado comandante jefe en Irlanda y miembro del Consejo Privado. Tras la caída del gobierno Rockingham en 1783, Burgoyne se fue retirando cada vez más a su vida privada, siendo su último servicio público su participación en el proceso contra Warren Hastings.
Sus últimos años los dedicó principalmente al trabajo literario y dramático. Su comedia, La heredera, publicada en 1786, apareció en diez ediciones en el mismo año y fue traducida a varios idiomas. El general Burgoyne, cuya esposa murió en junio de 1776 durante su ausencia en Canadá, tuvo varios hijos (nacidos entre 1782 y 1788) con Susan Caulfield, una cantante de ópera, uno de los cuales llegó a ser mariscal de campo, Sir John Fox Burgoyne. 
Murió en 1792 y sus restos descansan en la abadía de Westminster.

## Obra
- Burgoyne, John, The Dramatic and Poetical Works of the Late Lieut. Gen. J. Burgoyne, London 1808. Facsimile ed., 2 vols. in 1, 1977, Scholars' Facsimiles & Reprints, ISBN 978-0-8201-1285-5.